# 楊虞卿
楊虞卿（783年—835年），字師皋，虢州弘農縣人，唐朝政治人物。
歐陽修岳父楊大雅之先祖。楊寧之子。楊漢公之兄。白居易之妻即楊虞卿的堂妹。興元元年（783年）生。元和五年進士，為校書郎，擢監察御史。與陽城友好。性柔佞，依附李宗閔，“以能明比唱和，故时号党魁” 。李宗閔甚器重他，歷官弘文館學士、給事中、工部侍郎。大和七年（833年）李德裕拜相，乃奏请朝廷出之为常州刺史。大和八年（834年）李宗重入相位，起用虞卿任工部侍郎。官至京兆尹（首都市長）。京城謠傳鄭注为皇上合制金丹，需以小孩的心肝入药。文宗得知后十分恼恨。大和九年七月一日，鄭注勾結李訓誣陷虞卿，說謠言出自虞卿的家属，貶虔州司馬。再贬虔州司户。大和九年（835年），卒於任上。

## 延伸阅读
[在维基数据编辑]
 在维基文库阅读此作者作品
 《舊唐書/卷176》，出自刘昫《舊唐書》
 《新唐書/卷175》，出自《新唐書》